# سیارک ۵۲۶۰۴
سیارک ۵۲۶۰۴ (به انگلیسی: 52604 Thomayer، نامگذاری:1997TZ9) پنجاه و دو هزار و ششصد و چهارمین سیارک کشف شده‌است که در ۵ اکتبر ۱۹۹۷ کشف شد.